# Huanglei
Huanglei (kinesiska: 黄雷, 黄雷乡) är en socken i Kina. Den ligger i provinsen Hunan, i den södra delen av landet, omkring 410 kilometer väster om provinshuvudstaden Changsha. Antalet invånare är 5774. Befolkningen består av 2 528 kvinnor och 3 246 män. Barn under 15 år utgör 16,0 %, vuxna 15-64 år 69 %, och äldre över 65 år 13,0 %.
Genomsnittlig årsnederbörd är 1 524 millimeter. Den regnigaste månaden är maj, med i genomsnitt 265 mm nederbörd, och den torraste är januari, med 36 mm nederbörd.